# Ле-Мон-д'Оне
Ле-Мон-д'Оне (фр. Les Monts d'Aunay) — муніципалітет у Франції, у регіоні Нижня Нормандія, департамент Кальвадос. Ле-Мон-д'Оне утворено 1 січня 2017 року шляхом злиття муніципалітетів Оне-сюр-Одон, Боке, Кампандре-Вальконгрен, Данву-ла-Ферр'єр, Ондфонтен, Ле-Плессі-Гриму i Рукам. Адміністративним центром муніципалітету є Оне-сюр-Одон. Населення — 4554 особи (01.01.2021).